# Max von Seubert

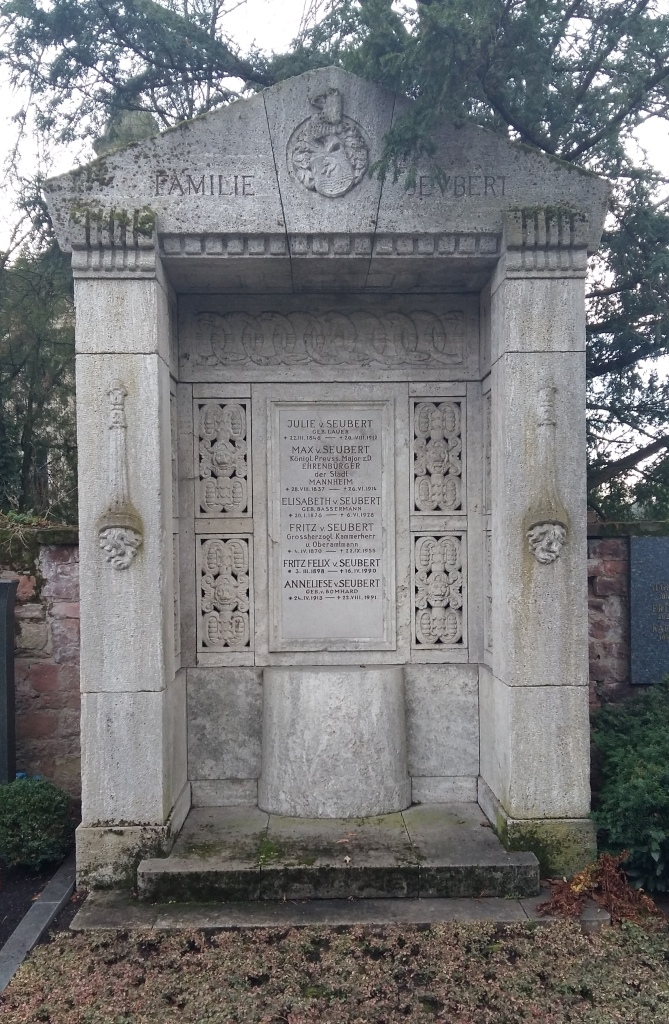
Grabstätte Seuberts auf dem Mannheimer Hauptfriedhof

Maximilian Seubert, ab 1908 von Seubert (* 28. August 1837 in Karlsruhe; † 28. Juni 1914 in Mannheim) war ein badischer Offizier.
Von 1853 bis 1878 war er Offizier im badischen Militär, zuletzt im Range eines Majors. Von 1885 bis 1904 war er Erster Beirat des Mannheimer Frauenvereins, von 1889 bis 1912 Vorsitzender des Mannheimer Altertumsvereins. Im Jahr 1907 wurde er Ehrenbürger der Stadt Mannheim.
Sein Sohn war der Unternehmer Max Heinrich von Seubert (1891–1975).
Max von Seubert wurde auf dem Hauptfriedhof Mannheim beigesetzt.